# Bernieria
Bernieria là một chi chim trong họ Bernieridae.

## Các loài
- Bernieria cinereiceps
- Bernieria madagascariensis (Gmelin, JF, 1789)
- Bernieria tenebrosa
- Bernieria zosterops